# Mahathir Mohamad
Tun Dr. Mahathir bin Mohamad (en Jawi: محاضير بن محمد‎; Alor Setar, 10 de julio de 1925) es un médico y político malayo, cuarto y séptimo primer ministro de Malasia desde el 10 de mayo de 2018 hasta el 24 de febrero de 2020, y diputado electo del Parlamento de Malasia por la circunscripción de Langkawi en Kedah. Anteriormente se desempeñó como primer ministro entre 1981 y 2003, convirtiéndose en el titular de la oficina con más años de servicio. Su carrera política se extiende por más de setenta años desde que se unió a la recién formada Organización Nacional de los Malayos Unidos (UMNO) en 1946, antes de formar su propio partido, el Partido Indígena Unido de Malasia (PPBM) en 2016.
Nacido y criado en Alor Setar, Kedah, Mahathir sobresalió en la escuela y se convirtió en médico. Se afilió a la UMNO antes de entrar en el Parlamento en 1964. Sirvió como diputado por un período antes de perder su escaño, y posteriormente se enemistó con el primer ministro Tunku Abdul Rahman y fue expulsado del partido. Cuando Abdul Rahman renunció al ser reemplazado por Abdul Razak Hussein en 1970, Mahathir volvió a ingresar a la UMNO y al Parlamento, y fue ascendido al Gabinete. En 1976 había ascendido a vice primer ministro, y en 1981 juró su cargo como primer ministro tras la renuncia de su predecesor, Hussein Onn.
Durante el mandato de Mahathir como primer ministro, Malasia experimentó un período de rápida modernización y crecimiento económico, y su gobierno inició una serie de audaces proyectos de infraestructura. Mahathir fue una figura política dominante, bajo su liderazgo, la coalición Barisan Nasional ganó cinco elecciones federales consecutivas y defendió con éxito el liderazgo de la UMNO ante rivales destacables. Como primer ministro, fue un defensor del desarrollo del tercer mundo y un prominente activista internacional.
Mahathir renunció el 31 de octubre de 2003, siendo el jefe de gobierno malasio con más años en el cargo. Sin embargo, se mantuvo como una figura política activa después de su retiro. Su hijo Mukhriz Mahathir fue Menteri Besar (gobernador) del estado de Kedah desde 2013 hasta 2016. Con el pasar del tiempo, Mahathir convirtió en un crítico estridente de su sucesor elegido personalmente Abdullah Ahmad Badawi en 2006 y más tarde, Najib Razak en 2015.  Tan solo un par de años después de su renuncia, el Barisan Nasional empezó a experimentar fuertes debacles electorales que llevaron a la pérdida de la mayoría de dos tercios en 2008 y a una derrota por voto popular en 2013 ante la coalición Pakatan Rakyat, dirigida por Anwar Ibrahim, conservando el gobierno únicamente gracias al gerrymandering. En rechazo a las acciones de la UMNO al continuar apoyando al gobierno de Razak a pesar del escándalo que rodeaba a la organización 1Malaysia Development Berhad, Mahathir abandonó el partido el 29 de enero de 2016, siendo seguido por un enorme contingente de políticos oficialistas de larga data, entre los que destacan su hijo Mukhriz, y el ex vice primer ministro Muhyiddin Yassin. El 9 de septiembre de ese mismo año anunció su retorno a la primera plana política y fundó el Partido Indígena Unido de Malasia (PPBM), aprobado ese mismo día por el Registro de Sociedades (RoS). El partido se unió a la coalición opositora Pakatan Harapan (PH), que era liderada por su antiguo aliado que él mismo había enviado a prisión en 1998, Anwar Ibrahim. Estando este encarcelado nuevamente desde 2015, Mahathir fue elegido el 8 de enero de 2018 como candidato a primer ministro de la coalición en las elecciones federales de 2018 en reemplazo de Ibrahim, con la promesa de buscar su liberación y entregarle el cargo en uno o dos años. La campaña electoral fue encendida y se caracterizó por una serie de insultos personales entre Najib y Mahathir, que culminó con una sorpresiva e histórica derrota para el primer ministro incumbente, y una mayoría absoluta para el Pakatan Harapan. Mahathir asumió el cargo al día siguiente, el 10 de mayo de 2018. Con casi 93 años al momento de su juramentación, Mahathir fue el político más anciano del mundo en ocupar el cargo de primer ministro, el primero de Malasia en ocupar el cargo en dos ocasiones no consecutivas, y también encabezó el primer gobierno ajeno a la UMNO en la historia de la nación asiática.

## Primeros años
Mahathir nació el 10 de julio de 1925, en Alor Setar, capital de norteño estado de Kedah, el menor de nueve hijos de un maestro de escuela y una ama de casa. Su padre, Mohamad Iskandar, era de origen Hindú-Malayo, de los musulmanes Malayos (quienes migraron de Kerala), y su madre, Wan Tampawan, era originaria de Malasia.
Durante la Segunda Guerra Mundial, vendía pisang goreng (plátanos fritos) y otros bocaditos para ayudar al sostenimiento de su familia durante la ocupación japonesa de Malasia, Norte de Borneo y Sarawak de la Malasia Británica. Mahathir asistió a una escuela local de Malasia antes de continuar su educación en el Sultan Abdul Hamid College en Alor Star. Mahathir luego estudió en el King Edward VII Medical College ( predecesora de la actual Universidad Nacional de Singapur) en Singapur, donde él editaba una revista médica estudiantil llamada The Cauldron; contribuyó también en el periódico The Straits Times  bajo el pseudónimo "Che Det". Mahathir fue también Presidente de la Sociedad Musulmana en el college. Luego de su graduación en 1953, Mahathir se unió al servicio gubernamental de la Federación de Malasia como oficial médico. 
El 5 de agosto de 1956 contrajo matrimonio con Siti Hasmah Mohd Ali— también médica y excompañera de clase en el college.

## Carrera política temprana
Mahathir se hizo activo en la política desde el final de la ocupación japonesa de la península, cuando se unió a las protestas contra la concesión de la ciudadanía a los no malayos bajo la efímera Unión Malaya. Más tarde argumentó a favor de la acción afirmativa para los malayos en la facultad de medicina. Mientras estuvo en la universidad, contribuyó con The Straits Times bajo el seudónimo "C.H.E. Det", y un periódico estudiantil, en el que promovió ferozmente los derechos de los malayos, como la restauración del malayo como idioma oficial. Mientras practicaba como médico en Alor Setar, Mahathir se afilió a la Organización Nacional de los Malayos Unidos (UMNO) al momento de su fundación en 1946. Para cuando se realizaron las primeras elecciones federales tras la independencia, Mahathir ya era presidente de la seccional del partido en Kedah. A pesar de su prominencia en UMNO, Mahathir no fue un candidato en las elecciones de 1959, y se excluyó después de un desacuerdo con el entonces primer ministro Tunku Abdul Rahman, también originario de Kedah. La relación entre ambos comenzó a tensarse luego de que Mahathir criticara el acuerdo de Abdul Rahman con el gobierno británico para retener tropas de la Mancomunidad de Naciones en el país. Asimismo, Abdul Rahman se opuso a la propuesta de Mahathir de exigir estándares académicos mínimos a los candidatos de la UMNO. Para Mahathir, este fue un desaire lo suficientemente significativo como para retrasar su entrada en la política nacional en protesta. Sin embargo, fue finalmente candidato a diputado por la Alianza en las elecciones federales de 1964, las primeras desde la unificación del estado malasio. Su circunscripción fue Kota Setar Selatan, en la capital de Kedah, y se impuso con el 60.22% de los votos sobre su contrincante el Partido Islámico Panmalayo (PAS).
Elegido para el parlamento en un período político volátil, Mahathir, como diputado del gobierno, se lanzó al conflicto principal del día: el futuro de Singapur, con su población china grande y económicamente poderosa, como un estado de Malasia. Atacó vociferantemente al dominante Partido de Acción Popular (PAP) de Singapur por ser "pro-chino" y "anti-malayo" y llamó a su líder, Lee Kuan Yew, "arrogante". Singapur fue expulsado de Malasia en el primer año de Mahathir en el parlamento. A pesar de su prominencia como diputado, en las elecciones federales de 1969 al presentarse a la reelección, Mahathir fue derrotado por un muy estrecho margen por Yusof Rawa, líder del PAS, en lo que sería su única derrota electoral en toda su carrera política. Mahathir atribuyó la pérdida de su escaño al hecho de que la población china decidió apoyar al PAS en lugar de la UMNO (dado que su circunscripción estaba dominada por los malayos, solo los dos principales partidos basados en dicha raza presentaron candidatos, de ese modo, los chinos étnicos debieron elegir entre el PAS y la UMNO). La Alianza gobernante en sí sufrió muchas pérdidas en dichas elecciones, lo que desató disturbios étnicos el 13 de mayo de ese mismo año, provocados por las fricciones entre los chinos y los malayos. Ante esto, el Yang di-Pertuan Agong declaró el estado de sitio y se suspendieron las garantías constitucionales por casi dos años. El año anterior, Mahathir había predicho el estallido de la hostilidad racial. Ahora, fuera del parlamento, criticó abiertamente al gobierno y envió una carta a Abdul Rahman en la que acusaba al primer ministro de no defender los intereses de Malasia. La carta, que pronto se hizo pública, exigía la renuncia de Abdul Rahman. Para el final del año, Mahathir había sido despedido del Consejo Supremo de la UMNO y expulsado del partido; Abdul Rahman tuvo que ser persuadido para no hacerlo arrestar.
Mientras estaba en el desierto político, Mahathir escribió su primer libro, The Malay Dilemma (El Dilema Malayo), en el cual expuso su visión para la comunidad malaya. El libro argumentaba que debía lograrse un equilibrio entre suficiente apoyo gubernamental para los malayos para que sus intereses económicos no estuvieran dominados por los chinos, y exponer a los malayos a una competencia suficiente para garantizar que, con el tiempo, los malayos perderían lo que Mahathir consideraba como las características de evitar el trabajo duro y no "apreciar el valor real del dinero y la propiedad". El libro continuó la crítica de Mahathir al gobierno de Abdul Rahman, y fue rápidamente prohibido. La prohibición solo se levantó después de que Mahathir se convirtiera en primer ministro en 1981. Los académicos RS Milne y Diane K. Mauzy sostienen que los implacables ataques de Mahathir fueron la principal causa de la caída de Abdul Rahman y la posterior renuncia como primer ministro el 22 de septiembre de 1970.

## Ascenso al poder
Abdul Rahman fue reemplazado por Abdul Razak Hussein, que disolvió la Alianza y la reemplazó por una nueva coalición, el Barisan Nasional (Frente Nacional). Razak alentó a Mahathir a volver al partido y lo nombró Senador en 1973. Ascendió rápidamente en el gobierno de Razak, regresó al Consejo Supremo de la UMNO en 1973 y fue nombrado miembro del gabinete en 1974 como Ministro de Educación. También recuperó su escaño parlamentario sin oposición en las elecciones federales de 1974, esta vez por la circunscripción de Kubang Pasu. Esta sería la única vez que no enfrentaría oposición a la hora de renovar su presencia legislativa.
En 1975, Mahathir se postuló para una de las tres vicepresidencias de la UMNO. El combate fue considerado como una batalla por la sucesión del liderazgo del partido, con Razak y su adjunto, Hussein Onn, con problemas de salud. Se eligió a cada uno de los candidatos preferidos de Razak: el exgobernador de Melaka, Ghafar Baba; Tengku Razaleigh Hamzah, un adinerado hombre de negocios y miembro de la familia real de Kelantan; y Mahathir. Cuando Razak murió el año siguiente, Hussein como su sucesor se vio obligado a elegir entre los tres hombres para ser vice primer ministro; considerando también al ambicioso ministro Ghazali Shafie. Cada uno de los rivales de Mahathir tenía importantes responsabilidades políticas: Ghazali, después de haber sido derrotado por los demás por una vicepresidencia, no contaba con el apoyo de los miembros de la UMNO; Ghafar no tenía educación superior y no dominaba el inglés; y Razaleigh era joven, inexperto y, algo considerado criticable para la sociedad malasia de la época, soltero. Pero la decisión de Hussein no fue fácil. Hussein y Mahathir no eran aliados cercanos, y Hussein sabía que la elección de Mahathir desagradaría a Abdul Rahman, todavía vivo y venerado como el padre de la independencia de Malasia. Después de seis semanas de indecisión, Mahathir fue, para su sorpresa, designado como adjunto de Hussein. El nombramiento significaba que Mahathir tenía allanado el camino a convertirse en primer ministro.
Se considera que Mahathir fue un exitoso Ministro de Educación y luego Ministro de Comercio e Industria (1978-1981). En este último puesto, implementó una "política de industrias pesadas", estableciendo un HICOM, una corporación controlada por el gobierno, para invertir en el desarrollo a largo plazo de sectores manufactureros como la industria automotriz indígena. Pasó gran parte de su tiempo en el ministerio de promoción de Malasia a través de visitas al extranjero.
En contraste con esto último, sin embargo, Mahathir no fue un vice primer ministro influyente. Hussein era un líder prudente que rechazó muchas de las propuestas políticas audaces de Mahathir. Si bien la relación entre Hussein y Mahathir era distante, Ghazali y Razaleigh se convirtieron en los asesores más cercanos de Hussein, a menudo pasando por alto a Mahathir para acceder a Hussein. No obstante, cuando Hussein renunció al poder debido a su mala salud en 1981, Mahathir lo sucedió sin oposición y con su bendición.

## Primer gobierno: 1981-2003

### Transición y elección definitiva
Mahathir fue juramentado como primer ministro el 16 de julio de 1981, a la edad de 56 años. Uno de sus primeros actos fue liberar a veintiún detenidos bajo la Ley de Seguridad Interna, incluido el periodista Samad Ismail y un ex viceministro del gobierno de Hussein, Abdullah Ahmad, que había sido sospechoso de ser un comunista clandestino. Nombró a su aliado cercano, Musa Hitam , como vice primer ministro. A pesar de eso, la mayoría de las restricciones políticas se mantuvieron. Mahathir gobernó de manera cautelosa durante el siguiente año para establecer firmemente su dominio sobre la coalición y finalmente solicitó la disolución del Parlamento y el adelantamiento de las siguientes elecciones federales, que se realizaron entre el 22 y el 26 de abril de 1982. Bajo el liderazgo de Mahathir, el Barisan Nasional obtuvo una victoria aún más contundente que la lograda por Hussein en 1978, con 132 de los 154 escaños. Mahathir derrotó a su rival, de nuevo Yusof Rawa, con casi cuarenta puntos de diferencia. La victoria electoral consolidó definitivamente la dominación de Mahathir tanto a nivel nacional como dentro de su partido.

### Período inicial

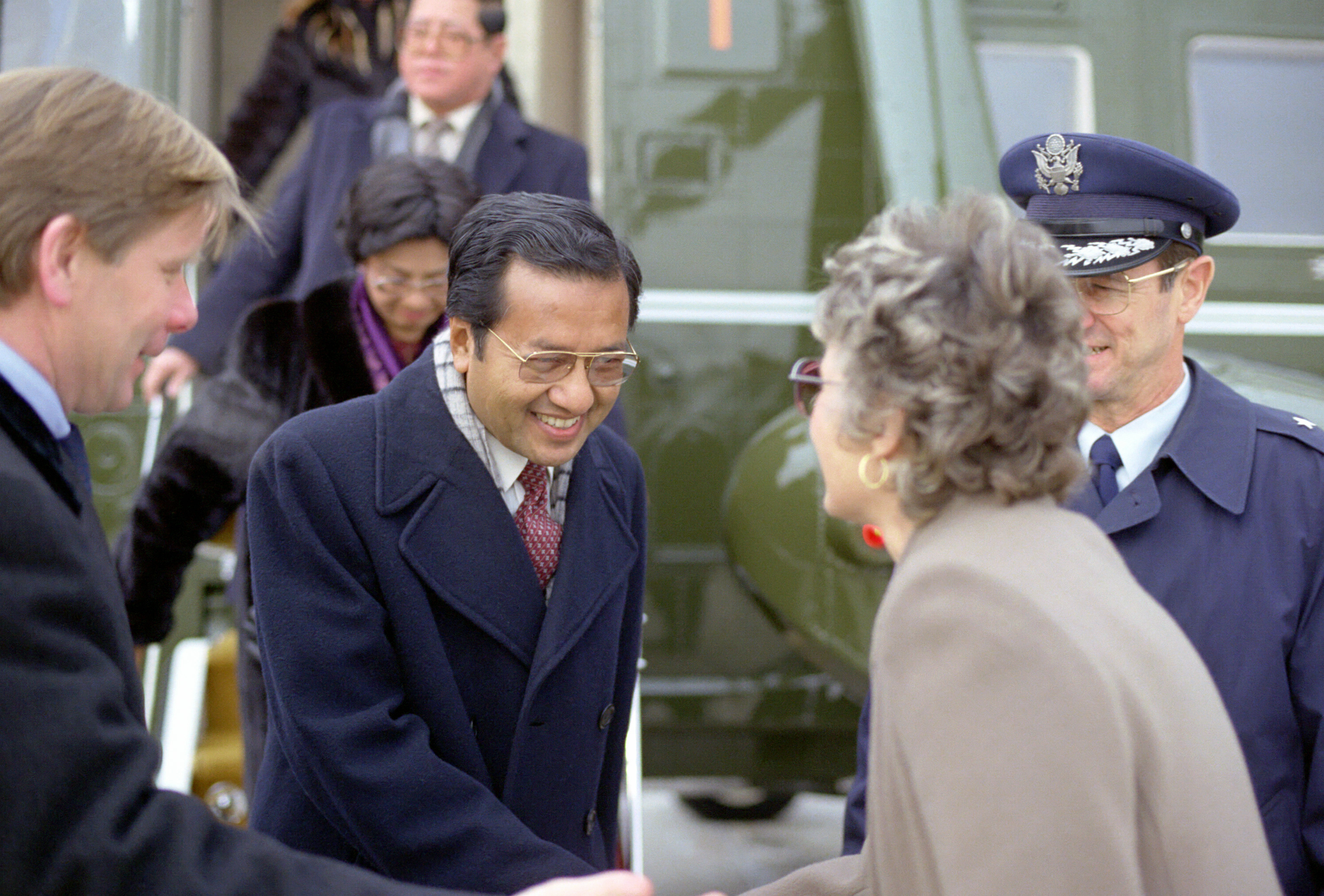
Mahathir (23 de enero de 1984)

En 1983, Mahathir comenzó la primera de una serie de batallas que tendría con la realeza de Malasia durante su período de primer ministro. La posición de Yang di-Pertuan Agong, el jefe de Estado malasio, debía rotar hacia el anciano Idris Shah II de Perak o al polémico Iskandar de Johor. Mahathir tenía graves reservas sobre los dos sultanes. Ambos eran gobernantes activos de sus propios estados e Iskandar solo unos años antes había sido condenado por homicidio. Mahathir intentó limitar de manera preventiva el poder que el nuevo Agong podía ejercer sobre su gobierno, presentando enmiendas al parlamento a la Constitución para considerar que el Agong aceptaría cualquier proyecto de ley que no se hubiera aceptado dentro de los 15 días paso por el Parlamento. La propuesta también eliminaría el poder de declarar el estado de emergencia del Agong y lo colocó en el de primer ministro. El Agong en ese momento, Ahmad Shah de Pahang, estuvo de acuerdo con las propuestas en principio, pero se contuvo cuando se dio cuenta de que la propuesta también afectaría a las leyes aprobadas por las Asambleas Legislativas Estatales. Con el apoyo de los sultanes, el Agong se negó a aceptar las enmiendas constitucionales, que para entonces ya habían aprobado las dos cámaras del Parlamento con cómodas mayorías. Cuando el público se dio cuenta del callejón sin salida, y los sultanes se negaron a comprometerse con el gobierno, Mahathir tomó las calles para demostrar el apoyo popular a su posición mediante mítines masivos. La prensa se puso del lado del gobierno, aunque una gran minoría de malayos, incluidos políticos conservadores de la UMNO, y una proporción aún mayor de la comunidad china, apoyaron a los sultanes. Después de cinco meses, la crisis se resolvió, cuando Mahathir y los sultanes acordaron un compromiso. El Agong retendría el poder de declarar el estado de emergencia, pero si se negaba a aceptar un proyecto de ley, el proyecto de ley sería devuelto al Parlamento, lo que podría anular el veto de Agong.
En el frente económico, Mahathir heredó la Nueva Política Económica de sus predecesores, que fue diseñada para mejorar la posición económica de los bumiputera (malayos y pueblos indígenas de Malasia) a través de objetivos y acciones afirmativas en áreas como propiedad corporativa y admisión universitaria. Mahathir también persiguió activamente la privatización de empresas gubernamentales desde principios de los años ochenta, tanto por razones económicas liberales como por perseguidores contemporáneos como Margaret Thatcher, y porque consideró que, combinado con la acción afirmativa para los bumiputeras, podría brindar oportunidades económicas para negocios bumiputeras. Su gobierno privatizó las líneas aéreas, los servicios públicos y las empresas de telecomunicaciones, acelerándose a un ritmo de alrededor de 50 privatizaciones por año a mediados de la década de 1990. Si bien la privatización en general mejoró las condiciones de trabajo de los malasios en las industrias privatizadas y generó importantes ingresos para el gobierno, muchas privatizaciones se produjeron en ausencia de procesos de licitación abierta y beneficiaron a los malayos que apoyaban a la UMNO. Uno de los proyectos de infraestructura más notables de la época fue la construcción de la Autopista Norte-Sur, una autopista que va desde la frontera con Tailandia hasta Singapur; el contrato para construir la autopista fue adjudicado a una empresa comercial de la UMNO. Mahathir también supervisó el establecimiento del fabricante de automóviles Proton como una empresa conjunta entre el gobierno de Malasia y Mitsubishi. A fines de la década de 1980, Proton había superado la debilidad de la demanda y las pérdidas para convertirse, con el apoyo de aranceles de protección, en el mayor fabricante de automóviles del sudeste asiático y en una empresa rentable.
Mahathir logró sacar provecho al desacreditar el islamismo radical, y en las elecciones federales de 1986, obtuvo una resonante reelección, derrotando al PAS en 83 de los 84 escaños donde dicho partido compitió contra el BN, dejando al PAS con solo un diputado.

### Crisis política y judicial de 1988
Mientras que las elecciones de 1986 dejaron clara la idea de que la oposición externa al Barisan Nasional no representaba una amenaza para el régimen, un creciente frente interno opositor a Mahathir comenzó a gestarse a partir del año siguiente. Acercándose las elecciones primarias de la UMNO de 1987, Tengku Razaleigh Hamzah anunció que buscaría disputarle el liderazgo del partido a Mahathir. La carrera inicialmente meteórica de Razaleigh había retrocedido al acceder Mahathir al poder, siendo rebajado del Ministerio de Finanzas al Ministerio de Comercio e Industria. Simultáneamente, el vice primer ministro Musa Hitam dimitió de su cargo y se unió a la línea interna de Razaleigh, citando diferencia irreconciliables y una supuesta paranoia del primer ministro. Las dos líneas se denominaron Equipo A, que apoyó a Mahathir y a Ghafar Baba para vice primer ministro; y Equipo B, que apoyó a Razaleigh y Musa. El Equipo A de Mahathir disfrutó del apoyo de la prensa, la mayoría de los pesos pesados del partido e incluso Iskandar, ahora Agong, aunque algunas figuras importantes, como Abdullah Ahmad Badawi, apoyaron al Equipo B. Las primaras indirectas despertaron interés por ser la primera vez en la historia de la UMNO que dos candidatos con posibilidades de ganar se disputaban el gobierno del partido y, por tanto, del país.
El 24 de abril de 1987 se realizó la primaria con una sumamente estrecha victoria para Mahathir, que obtuvo 761 votos contra 718 de Razaleigh. Ghafar derrotó a Musa por un margen ligeramente superior. El Equipo B denunció que las elecciones habían sido manipuladas, puesto que Razaleigh había llevado la ventaja durante la mayor parte del conteo. Mahathir respondió realizando una purga en su gabinete que, en la práctica, consistió en expulsar del gobierno a todos los relacionados con el Equipo B. La línea interna respondió iniciando un litigio, lo cual molestó a Mahathir, que había tenido problemas con la cada vez más independiente judicatura desde su ascenso al poder. En una decisión inesperada en febrero de 1988, el Tribunal Superior dictaminó que la UMNO era una organización ilegal ya que algunas de sus sucursales no habían sido registradas legalmente. Ambas facciones trataron de registrar un nuevo partido bajo el nombre de UMNO. El equipo de Mahathir registró con éxito el nombre "UMNO Baru" ("Nueva UMNO"), mientras que la solicitud del equipo B para registrar "UMNO Malasia" fue rechazada. La UMNO Malasia, bajo el liderazgo de Razaleigh y con el apoyo de los ex primeros ministros supervivientes de Malasia, Abdul Rahman y Hussein, registró el partido Semangat 46 (Espíritu del 46) en su lugar.
Habiendo sobrevivido a la crisis política al menos temporalmente, Mahathir se movió contra el poder judicial, temiendo una apelación exitosa del Equipo B contra la decisión de registrar a UMNO Baru. Dirigió una enmienda a la Constitución a través del parlamento para eliminar el poder general de los altos tribunales para llevar a cabo una revisión judicial. Los Tribunales Superiores ahora solo podían llevar a cabo una revisión judicial cuando leyes específicas del parlamento les otorgaban el poder para hacerlo. El Lord Presidente de la Corte Suprema, Salleh Abas, respondió enviando una carta de protesta al Agong. Mahathir luego suspendió a Salleh por "mal comportamiento y conducta", aparentemente porque la carta era una violación del protocolo. Un tribunal establecido por Mahathir encontró culpable a Salleh y recomendó al Agong que lo despidiera de su cargo, destitución que se hizo efectiva el 8 de agosto de 1988. Otros cinco jueces de la corte apoyaron a Salleh, y fueron suspendidos por Mahathir. Un tribunal recién constituido desestimó la apelación del Equipo B, lo que permitió que la facción de Mahathir siguiera usando el nombre UMNO.
La crisis comenzó a aminorar y relajarse a partir de 1989. Ese año, Mahathir sufrió un ataque cardíaco, pero se recuperó a tiempo para llevar al Barisan Nasional a una nueva victoria en las elecciones federales de 1990. Razaleigh, que había establecido varias coaliciones distritales con los islamistas y la centroizquierda, no pudo representar una oposición coherente y el oficialismo conservó la mayoría absoluta de dos tercios. Sin embargo, el PAS logró recuperar el control del estado de Kelantan, que gobierna hasta la actualidad.

### Relaciones exteriores

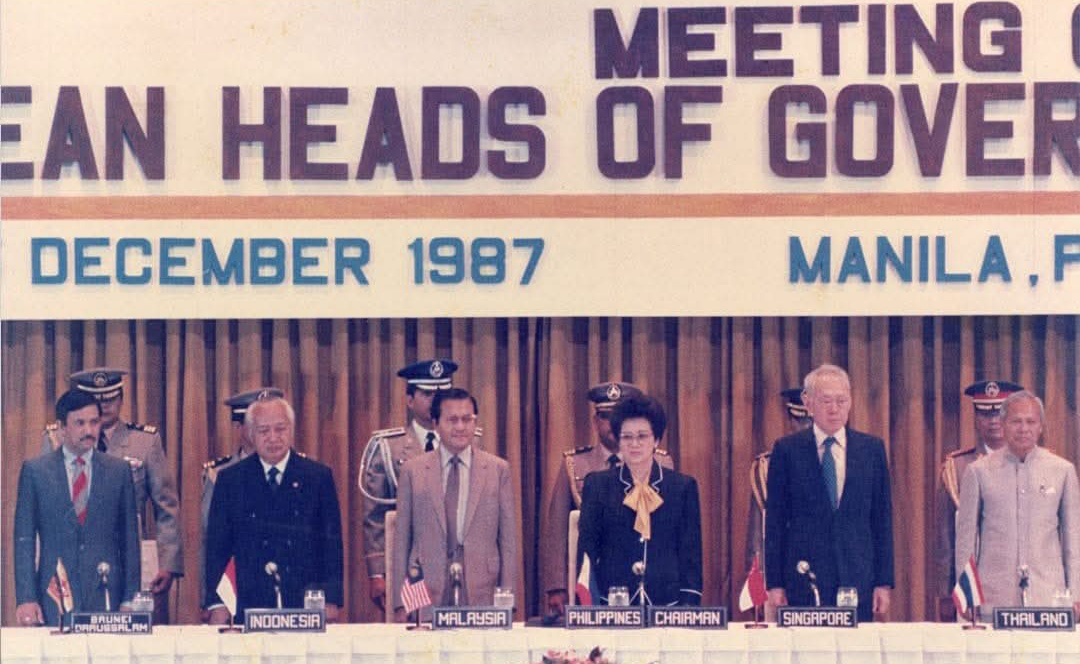
Mahathir (tercero a la izquierda) en la tercera cumbre de la ASEAN, en Manila, Filipinas, 1987.

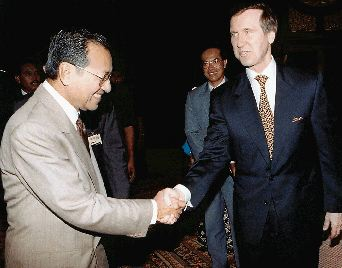
Mahathir junto a Secretario de Defensa de los Estados Unidos William Cohen (12 de enero de 1998)

Durante el mandato de Mahathir, la relación de Malasia con Occidente fue en general buena a pesar de ser conocido como un crítico abierto de las políticas occidentales. Temprano durante su mandato, un pequeño desacuerdo con el Reino Unido sobre las tasas de matrícula universitarias provocó un boicot de todos los productos británicos dirigidos por Mahathir, en lo que se conoció como la campaña "Buy British Last" (Última Compra Británica). También condujo a una búsqueda de modelos de desarrollo en Asia, especialmente Japón. Este fue el comienzo de su famosa "Política Look East" (Política de Mirar al Este). Aunque la disputa fue luego resuelta por la primera ministra Margaret Thatcher, Mahathir continuó enfatizando los modelos de desarrollo asiáticos sobre los occidentales contemporáneos. Él criticó particularmente la doble moral de las naciones occidentales.

### Del desarrollo económico a la crisis financiera
La expiración de la Nueva Política Económica de Malasia (NEP) en 1990 dio a Mahathir la oportunidad de esbozar su visión económica para Malasia. En 1991, anunció Visión 2020, en virtud del cual Malasia trataría de convertirse en un país plenamente desarrollado dentro de treinta años. El objetivo requeriría un crecimiento económico medio de aproximadamente el 7 por ciento del producto interno bruto por año. Una de las características de Visión 2020 sería romper gradualmente las barreras étnicas. Visión 2020 estuvo acompañado por el reemplazo del NEP, la Política Nacional de Desarrollo (NDP, por sus siglas en inglés), según la cual algunos programas gubernamentales diseñados para beneficiar exclusivamente a los bumiputeros se abrieron a otras etnias. El NDP logró el éxito de uno de sus principales objetivos, la reducción de la pobreza. En 1995, menos del nueve por ciento de los malasios vivía en la pobreza y la desigualdad de ingresos se había reducido. El gobierno de Mahathir recortó los impuestos corporativos y liberalizó las regulaciones financieras para atraer la inversión extranjera. La economía creció en más del nueve por ciento anual hasta 1997, lo que provocó que otros países en desarrollo intentaran emular las políticas de Mahathir. La oleada de bienestar económico y estabilidad política de la década se hicieron notar en las elecciones federales de 1995, en las que el Barisan Nasional obtuvo la que hasta la fecha es su mayor victoria por voto popular, al superar el 65% de los votos por única vez.
Mahathir inició una serie de grandes proyectos de infraestructura en la década de 1990. Uno de los más grandes fue el Multimedia Super Corridor , un área al sur de Kuala Lumpur , en el molde de Silicon Valley , diseñado para atender a la industria de la tecnología de la información. Sin embargo, el proyecto no logró generar la inversión anticipada. Otros proyectos de Mahathir incluyeron el desarrollo de Putrajaya como el hogar del servicio público de Malasia y la realización de un Gran Premio de Malasia de Fórmula 1 en Sepang. Uno de los desarrollos más controvertidos fue la presa Bakun en Sarawak. El ambicioso proyecto hidroeléctrico estaba destinado a transportar electricidad a través del Mar del Sur de China para satisfacer la demanda de electricidad en Malasia peninsular. El trabajo en la presa se suspendió debido a la crisis financiera asiática.
La crisis financiera amenazó con devastar a Malasia. El valor del ringgit cayó en picado debido a la especulación monetaria, la inversión extranjera huyó y el índice bursátil principal cayó más del 75 por ciento. A instancias del Fondo Monetario Internacional (FMI), el gobierno recortó el gasto público y elevó las tasas de interés, lo que solo sirvió para exacerbar la situación económica. En 1998, Mahathir revirtió este curso de política desafiando al FMI y su propio diputado, Anwar. Aumentó el gasto público y fijó el ringgit al dólar estadounidense. El resultado confundió a sus críticos internacionales y al FMI. Malasia se recuperó de la crisis más rápido que sus vecinos del sudeste asiático. En el ámbito domésticofue un triunfo político En medio de los acontecimientos económicos de 1998, Mahathir había despedido a Anwar como ministro de finanzas y vice primer ministro, y ahora podía afirmar que había rescatado a la economía a pesar de las políticas de Anwar.
En su segunda década en el cargo, Mahathir nuevamente se encontró luchando contra la realeza de Malasia. En 1992, el hijo de Sultan Iskandar, un representativo jugador de hockey, fue suspendido de la competencia durante cinco años por agredir a un oponente. Iskandar contraatacó sacando a todos los equipos de hockey de Johor de las competiciones nacionales. Cuando su decisión fue criticada por un entrenador local, Iskandar lo citó en su palacio y lo hizo golpear. El parlamento federal censuró unánimemente a Iskandar, y Mahathir aprovechó la oportunidad para retirar la inmunidad constitucional de los sultanes de las demandas civiles y penales. La prensa apoyó a Mahathir y, en un desarrollo sin precedentes, comenzó a emitir acusaciones de mala conducta por parte de miembros de las familias reales de Malasia. A medida que la prensa reveló ejemplos de la riqueza extravagante de los gobernantes, Mahathir decidió cortar el apoyo financiero a los hogares reales. Con la prensa y el gobierno enfrentándose a ellos, los sultanes capitularon ante las propuestas del gobierno. A medida que los poderes tradicionales de la realeza se recortaban en favor de los poderes ejecutivo y legislativo.

### Años finales y sucesión
A mediados de la década de 1990, quedó claro que la amenaza más grave para el poder de Mahathir era la ambición de liderazgo de su segundo, Anwar. Anwar comenzó a distanciarse de Mahathir, promocionando abiertamente sus credenciales religiosas superiores y aparentando sugerir que era partidario de aflojar las restricciones a las libertades civiles que se habían convertido en un sello distintivo del mandato de Mahathir. Sin embargo, Mahathir continuó respaldando a Anwar como su sucesor hasta que su relación colapsó dramáticamente durante la crisis financiera asiática. Sus posiciones divergieron gradualmente, con Mahathir abandonando las estrictas políticas monetarias y fiscales impulsadas por el FMI. Como Mahathir tomó las riendas de la política económica de Malasia en los próximos meses, Anwar se vio cada vez más marginado. El 2 de septiembre, fue destituido como vice primer ministro y ministro de finanzas, y rápidamente expulsado de la UMNO. No se dieron razones inmediatas para el despido, aunque los medios especularon que estaba relacionado con acusaciones espeluznantes de mala conducta sexual circuladas en una "carta de envenenamiento" en la asamblea general. A medida que surgieron más denuncias, se realizaron grandes concentraciones públicas en apoyo de Anwar. Anwar fue sometido a juicio por cuatro cargos de corrupción, surgidos de las acusaciones de que Anwar abusó de su poder al ordenar a la policía que intimidara a las personas que habían alegado que Anwar los había sodomizado. Fue declarado culpable en abril de 1999 y sentenciado a seis años de prisión. En otro juicio poco después, Anwar fue sentenciado a otros nueve años de prisión por una condena por sodomía. La condena por sodomía fue revocada en apelación después de que Mahathir dejó el cargo.

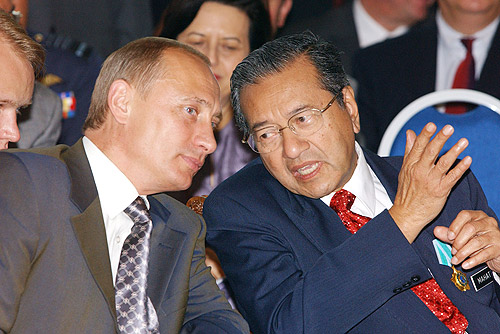
Mahathir junto a Presidente de Rusia Vladímir Putin (5 de agosto de 2003)

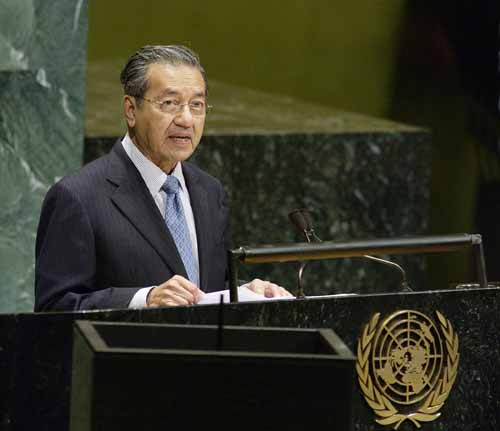
Mahathir dando un discurso ante la Asamblea General de las Naciones Unidas, el 25 de septiembre de 2003, un mes antes de su retiro.

En la asamblea general de la UMNO en 2002, Mahathir anunció que renunciaría como primer ministro, solo para que los partidarios corrieran al escenario y lo convencieran con lágrimas de que se quedara. Posteriormente arregló su retiro para finales de 2003, dándole tiempo para garantizar una transición ordenada y sin controversias a su sucesor elegido, Abdullah Ahmad Badawi. Entregó definitivamente el cargo el 31 de octubre de 2003, afirmando que se retiraría de la política. Habiendo pasado más de veintidós años en el poder, Mahathir era el líder electo con mayor duración en su cargo al momento de retirarse.

## Jubilación

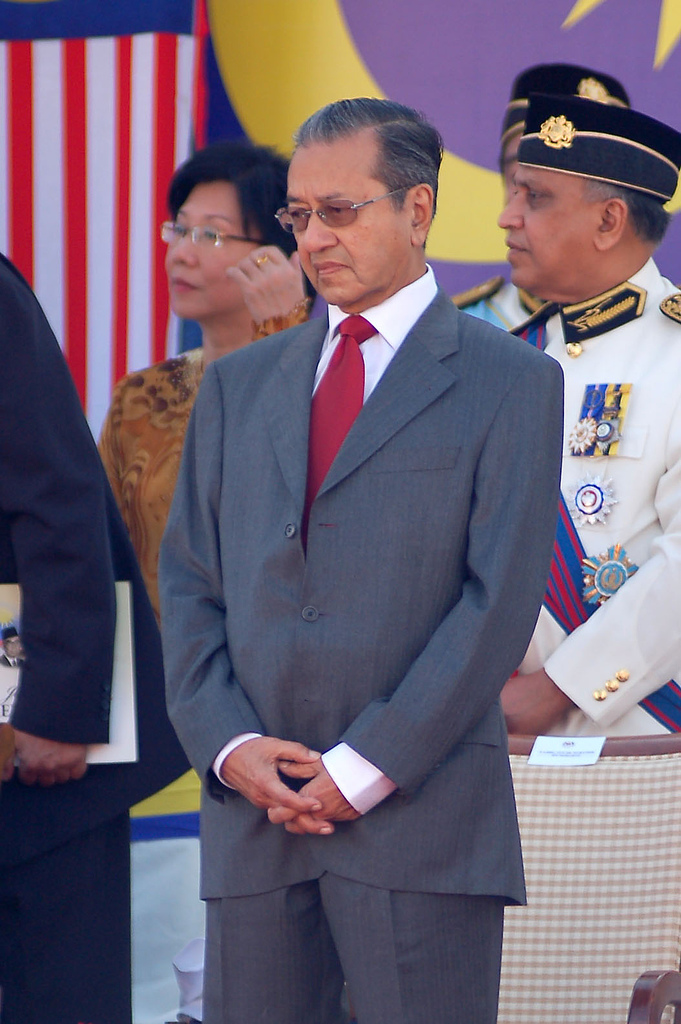
Mahathir (31 de agosto de 2007)

En su retiro, Mahathir fue nombrado Gran Comandante de la Orden del Defensor del Reino , lo que le permitió adoptar el título de "Tun". Se comprometió a dejar la política "completamente", rechazando un papel emérito en el gabinete de Abdullah. Abdullah inmediatamente dejó su marca como un primer ministro más silencioso y menos adversario. Con credenciales religiosas mucho más fuertes que Mahathir, fue capaz de contrarrestar el crecimiento del PAS en las elecciones federales de 1999, y llevar al Barisan Nasional en las de 2004 a la mayor victoria de su historia, ocupando 199 de 219 escaños en el parlamento.
Mahathir fue el CEO, presidente y por lo tanto un asesor principal de muchas empresas emblemáticas de Malasia, como Proton, Perdana Leadership Foundation y Petronas, compañía petrolera y de gas propiedad del gobierno de Malasia. Mahathir y Abdullah tuvieron una gran repercusión sobre Proton en 2005. El director ejecutivo de Proton, un aliado de Mahathir, había sido despedido por el directorio de la compañía. Con la bendición de Abdullah, la compañía vendió uno de los activos premiados de la compañía, la compañía de motocicletas MV Agusta, que fue comprada siguiendo el consejo de Mahathir. Mahathir también criticó la concesión de permisos de importación para automóviles extranjeros, que según él estaban causando las ventas internas de Proton, y atacó a Abdullah por cancelar la construcción de un segundo paso elevado entre Malasia y Singapur. Mahathir se quejó de que sus puntos de vista no fueran tomados en cuenta por los medios oficiales, se dirigió a la blogosfera en respuesta, escribiendo una columna para Malaysiakini, un sitio web de noticias en línea, y comenzó su propio blog. Sin éxito buscó la elección de su división de partido local para ser un delegado a la asamblea general de la UMNO en 2006, donde planeaba iniciar una revuelta contra el liderazgo de Abdullah.
Tras la primera debacle electoral seria del Barisan Nasional en 2008, al perder la mayoría de dos tercios, Mahathir anunció que se retiraría de la UMNO si Abdullah no renunciaba. Esto último hubiera conllevado deserciones masivas de la línea partidaria de Mahathir, por lo que fue uno de los factores que condujo a la caída de Abdullah y su reemplazo por Najib Razak el 3 de abril de 2009. Tras el ascenso de Najib, Mahathir retornó a la UMNO.
Mahathir estableció la Comisión de Crímenes de Guerra de Kuala Lumpur para investigar las actividades de los Estados Unidos, Israel y sus aliados en Irak, el Líbano y los territorios palestinos. También sugirió que los atentados del 11 de septiembre de 2001 podrían haber sido orquestados por el gobierno de los Estados Unidos.
Mahathir se sometió a una operación de derivación cardíaca en 2007, después de dos ataques cardíacos en los dos años anteriores. Se había sometido a la misma operación después de su ataque al corazón en 1989. Después de la operación de 2007, sufrió una infección en el pecho. Fue hospitalizado para el tratamiento de otra infección de tórax en 2010.

## Retorno a la política

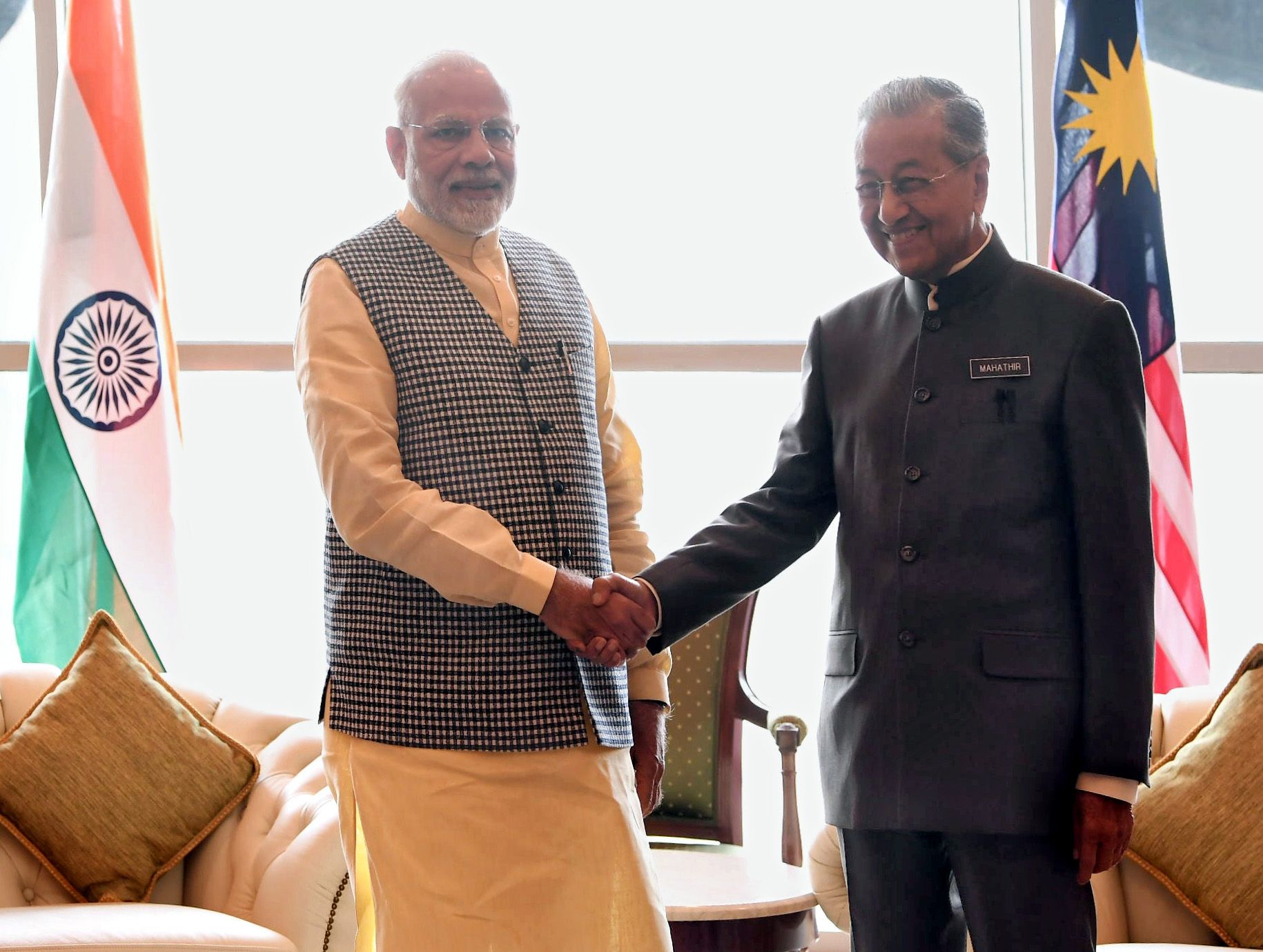
Mahathir junto a Primer ministro de la India Narendra Modi (31 de mayo de 2018)

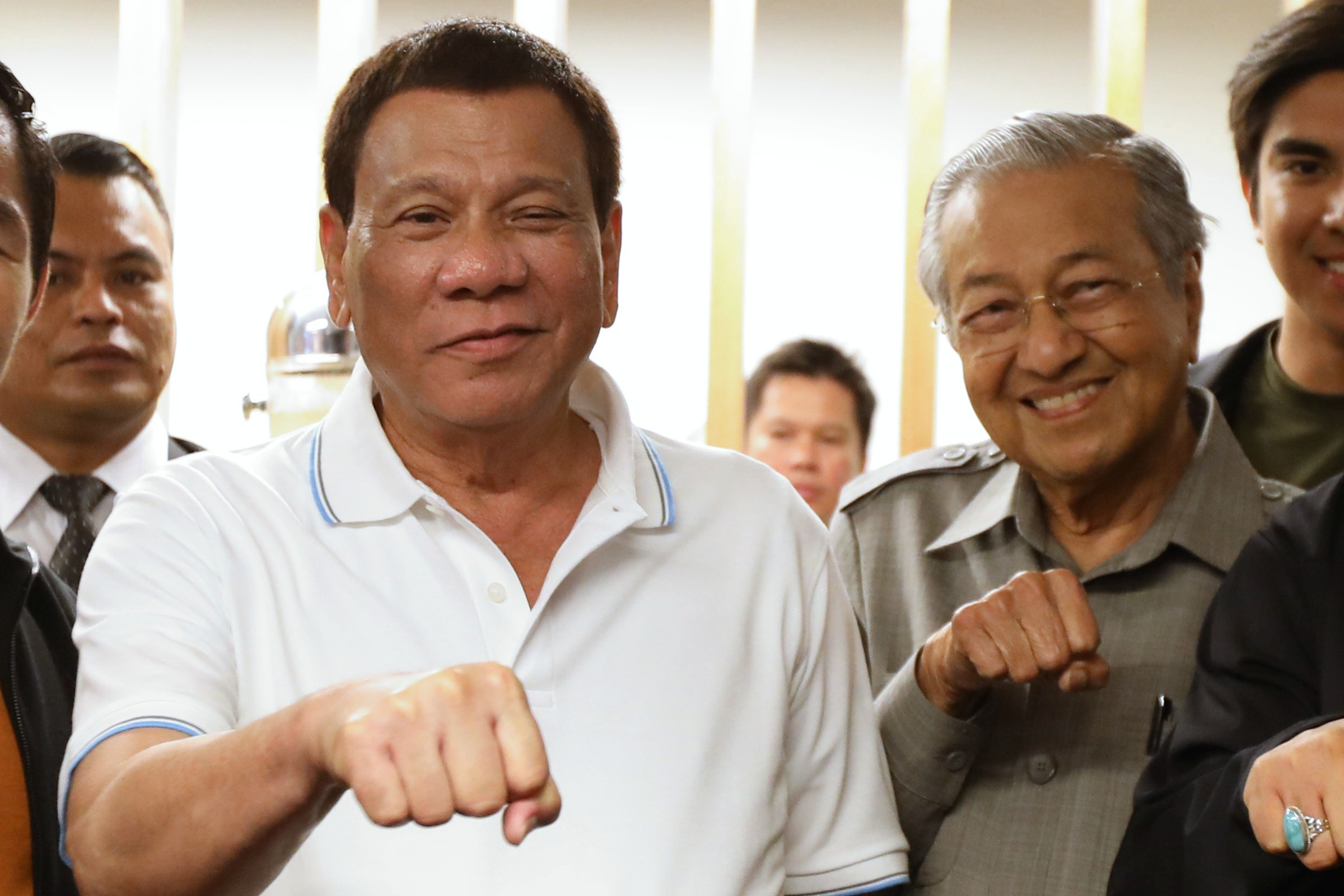
Mahathir junto a Presidente de Filipinas Rodrigo Duterte (15 de julio de 2018)

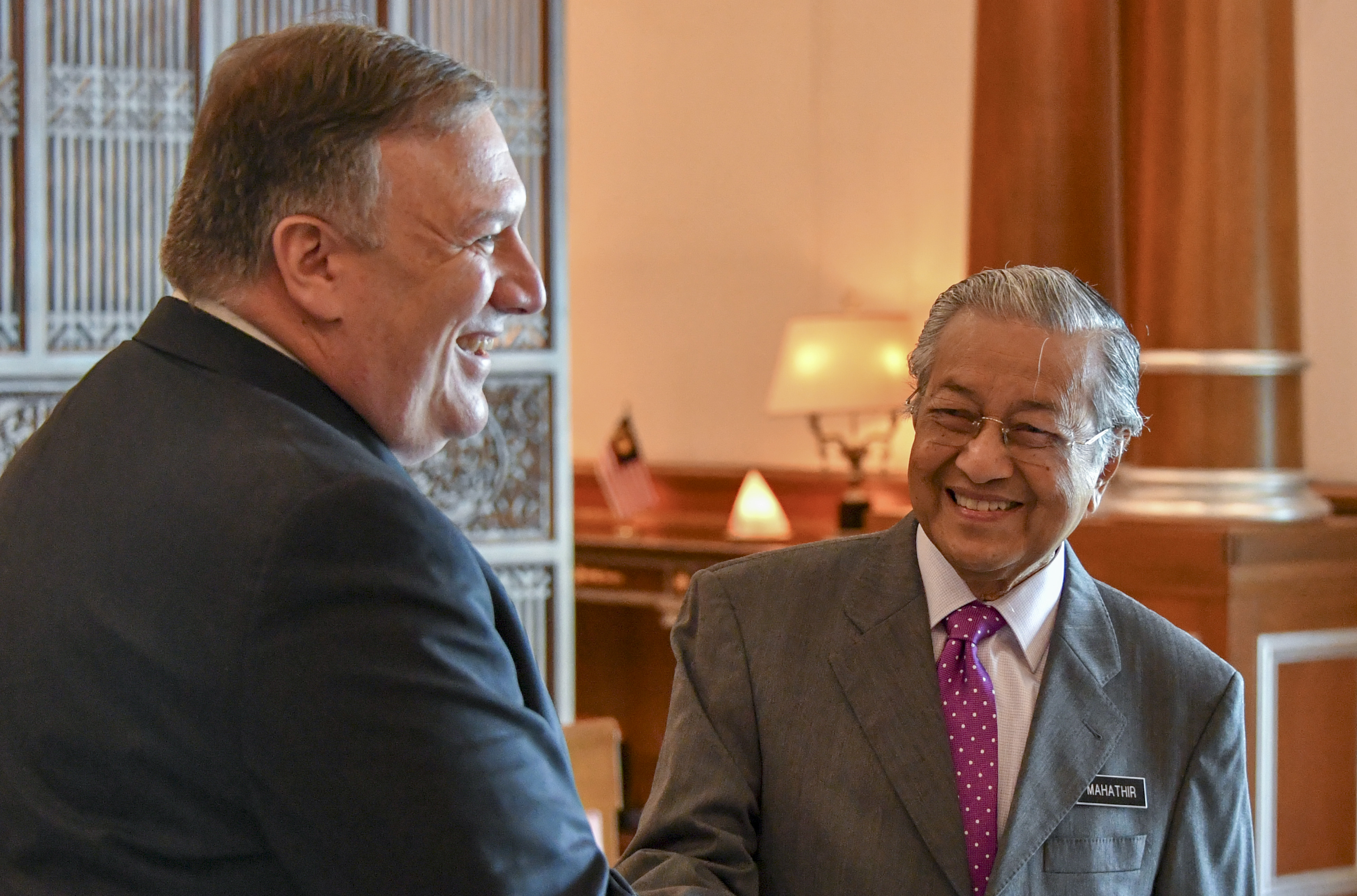
Mahathir junto a Secretario de Estado de los Estados Unidos Mike Pompeo (3 de agosto de 2018)

A raíz del escándalo de 1Malaysia Development Berhad en 2015, Mahathir se convirtió en un crítico abierto del gobierno del primer ministro Najib Razak, incluso más de lo que había sido con Abdullah. Se lo vio declarando ante los medios su deseo de que Najib dimitiera. El 30 de agosto de 2015, él y su esposa, Siti Hasmah, asistieron a la cuarta manifestación de la Coalición por Elecciones Libres y Justas (BERISH), en la que decenas de miles de manifestantes protestaron exigiendo la renuncia de Najib.
En enero de 2016, anunció que abandonaba la UMNO debido a que el partido quería continuar apoyando a Najib pese a sus acciones. Para entonces, la respuesta del primer ministro al fortalecimiento opositor había sido aumentar la represión interna. El 4 de marzo de 2016, Mahathir encabezó la conferencia opositora que culminó con la firma de la Declaración de los Ciudadanos de Malasia, un pacto político entre Mahathir y el Pakatan Harapan, la principal alianza opositora dirigida por Anwar Ibrahim desde la cárcel. En el pacto, que además garantizaba la reconciliación definitiva entre Mahathir y Anwar, se acordó trabajar colectivamente para lograr la salida del poder de Najib por medios constitucionales y pacíficos, derogar inmediatamente toda ley que restringiera las libertades fundamentales y restaurar el estado de derecho en Malasia.

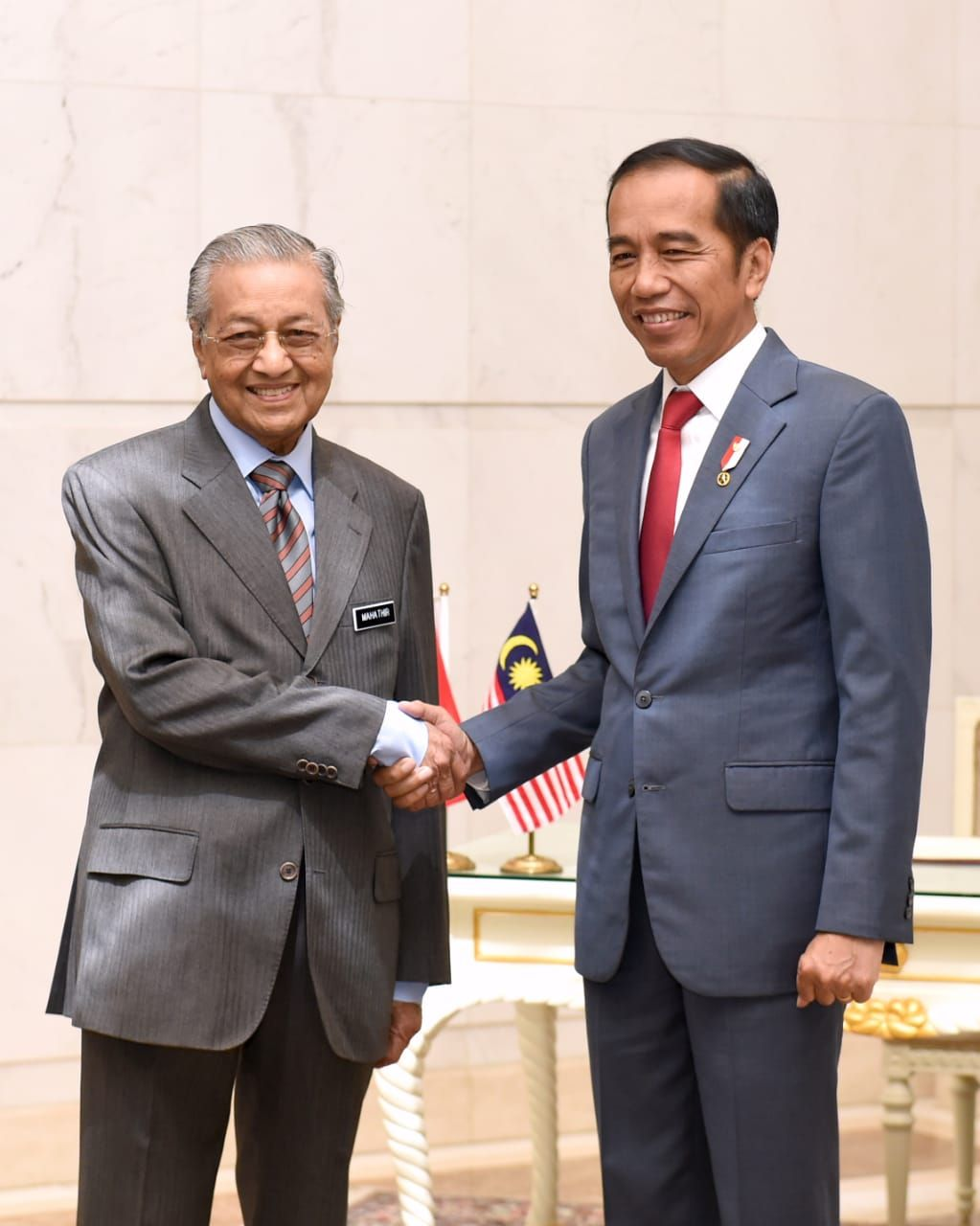
Mahathir junto a Presidentes de Indonesia Joko Widodo (9 de agosto de 2019)

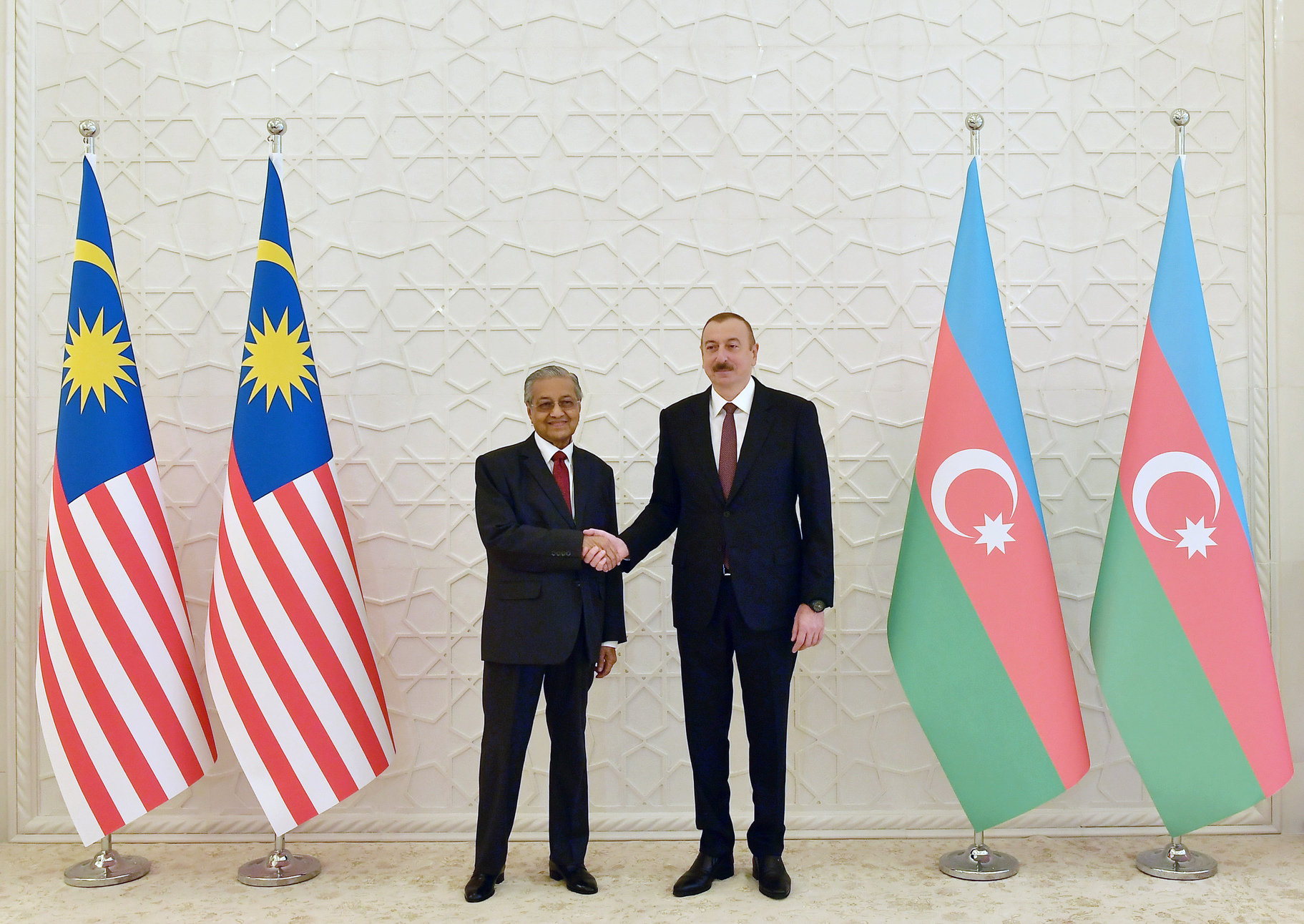
Mahathir junto a Presidente de Azerbaiyán Ilham Aliyev (26 de octubre de 2019)

En septiembre de ese año, fundó el Partido Indígena Unido de Malasia (PPBM), lo registró exitosamente como la primera gran escisión sufrida por la UMNO desde que Razaleigh se enemistara con él en 1988. El partido se unió al Pakatan Harapan oficialmente y Mahathir fue propuesto como presidente de la coalición y candidato a primer ministro interino, cuyo objetivo final sería lograr el indulto a Anwar Ibrahim y entregarle el cargo.

## Obras
- The Malay Dilemma (1970) ISBN 981-204-355-1
- The Challenge (1986) ISBN 967-978-091-0
- Regionalism, Globalism, and Spheres of Influence: ASEAN and the Challenge of Change into the 21st Century (1989) ISBN 981-3035-49-8
- The Pacific Rim in the 21st century (1995)
- The Challenges of Turmoil (1998) ISBN 967-978-652-8
- The Way Forward (1998) ISBN 0-297-84229-3
- A New Deal for Asia (1999)
- Islam & The Muslim Ummah (2001) ISBN 967-978-738-9
- Globalisation and the New Realities (2002)
- Reflections on Asia (2002) ISBN 967-978-813-X
- The Malaysian Currency Crisis: How and why it Happened (2003) ISBN 967-978-756-7
- Achieving True Globalization (2004) ISBN 967-978-904-7
- Islam, Knowledge, and Other Affairs (2006) ISBN 983-3698-03-4
- Blogging the Unblock (2008)